# Grad Beck
Das Grad Beck, benannt nach dem deutschen Chemiker Philipp Friedrich Beck, war eine in Deutschland und der Schweiz gebräuchliche Einheit der relativen Dichte von Flüssigkeiten, abgeleitet von dem in Bern von Beck konstruierte 30-teiligen Aräometer. Dabei stützte er sich auf die Vorschläge des Schweizer Apothekers Sigmund Friedrich Benteli (auch Benteley oder Bentely geschrieben), dessen Gehilfe er lange Zeit war; deshalb spricht man auch zusammenfassend vom Benteli-Beck-Aräometer bzw. von den Benteli-Beck-Graden.
Umrechnung der Benteli-Beck-Graden in Relative Dichte:
Für Flüssigkeiten schwerer als Wasser (bei 12,5 °C)
{\displaystyle d={\frac {170}{\left({170}-{\text{°Beck}}\right)}}}
Für Flüssigkeiten leichter als Wasser (bei 12,5 °C)
{\displaystyle d={\frac {170}{\left({170}+{\text{°Beck}}\right)}}}